# Nymphorgerius gemmata
Nymphorgerius gemmata är en insektsart som först beskrevs av Géza Horváth 1929.  Nymphorgerius gemmata ingår i släktet Nymphorgerius och familjen Dictyopharidae. Inga underarter finns listade i Catalogue of Life.